# ساندي هوفمان
ساندي هوفمان (بالألمانية: Sandy Hoffmann)‏ هي متزلجة فنية ألمانية، ولدت في 16 أبريل 1993 في فرايتال في ألمانيا.

## وصلات خارجية
- ساندي هوفمان على موقع الاتحاد الدولي للتزلج (الإنجليزية)
- ساندي هوفمان على موقع الاتحاد الدولي للتزلج (الإنجليزية)